# Where It's At
«Where It's At» —en español: «Donde está»— es una canción del músico estadounidense Beck, incluida en su álbum de 1996 Odelay. Fue publicada como el primer sencillo del álbum, el 11 de julio de 1996 a través de las discográficas DGC/Bong Load. Se estrenó en el Lollapalooza de 1995, en una versión muy similar a su encarnación en Odelay. Ha tocado la canción muy a menudo desde 1995, aunque Beck experimenta regularmente tanto con la música como con la letra.

## Producción
"Where It's At" tiene un número de samples hablados que Beck y los Dust Brothers habían incorporado. Muchas de las frases provienen de un álbum oscuro de educación sexual titulado Sex for Teens: (Where It's At). Otras muestras vocales incorporadas en la canción vienen de "Needle to the Groove", tema del grupo de old school hip hop Mantronix ("we've got two turntables and a microphone...". En español: "tenemos dos tornamesas y un micrófono..."), así también como de la banda The Frogs ("that was a good drum break". En español: "esto fue una buena rotura de tambor"). La canción también hace referencia a Gary Wilson, una de las influencias de Beck. 
Beck ganó el Grammy por la mejor interpretación vocal rock masculina gracias a esta canción. En octubre de 2011, NME colocó la canción en el número 76 de su lista de los 150 mejores temas de los últimos 15 años.

## Video musical
El videoclip, dirigido por Steve Hanft, presenta a Beck haciendo una variedad de cosas, como limpiar una carretera para el servicio comunitario como convicto, cantar en un concesionario de automóviles, usar ropa pirata en un bosque y danzar en línea. En un momento, Beck rinde homenaje a la interpretación de William Shatner de "Rocket Man" en la ceremonia de los Premios Saturn de 1977. "Where It's At" fue el primer videoclip que se transmitió en MTV2 el 1 de agosto de 1996. Beck también rinde homenaje a Captain Beefheart en el minuto 1:27 del video musical, vistiéndose como Captain Beefheart se había vestido para las sesiones de fotos del álbum Trout Mask Replica. Al video se le fue concedido un MTV Video Music Award por "Mejor Video Masculino".

## Lista de canciones
USA (12")
1. «Where It's At» (Edit)
2. «Make Out City»
3. «Where It's At» (remix by Mario C and Mickey P)
4. «Where It's At» (remix by John King)
5. Bonus Beats

UK #1
1. «Where It's At» (Edit)
2. «Where It's At» (remix by Mario C and Mickey P)
3. Bonus Beats
4. «Where It's At» (remix by U.N.K.L.E.)

UK #2
1. «Where It's At» (Edit)
2. «Where It's At» (remix by Mario C and Mickey P)
3. Bonus Beats

Australia
1. «Where It's At» (Edit)
2. «Where It's At» (remix by Mario C and Mickey P)
3. Bonus Beats

Japón
1. «Where It's At» (Edit)
2. «Where It's At» (remix by John King)
3. «Lloyd Price Express» (remix by John King)
4. «Dark and Lovely» (remix by the Dust Brothers)
5. «American Wasteland»
6. «Clock»

## Sencillos usados en la canción
- «Sex for Teens (Where It's At)» de Dr. Stanley Z. Adams.
- «Needle to the Groove» de Mantronix.
- «I Don't Care If U Disrespect Me (Just So You Love Me)» de The Frogs.
- «Military Scratch» - Scratch Mix de Grand Wizard Theodore.
- «Get Out of My Life, Woman» de Lee Dorsey.